# Vanna (cantora)

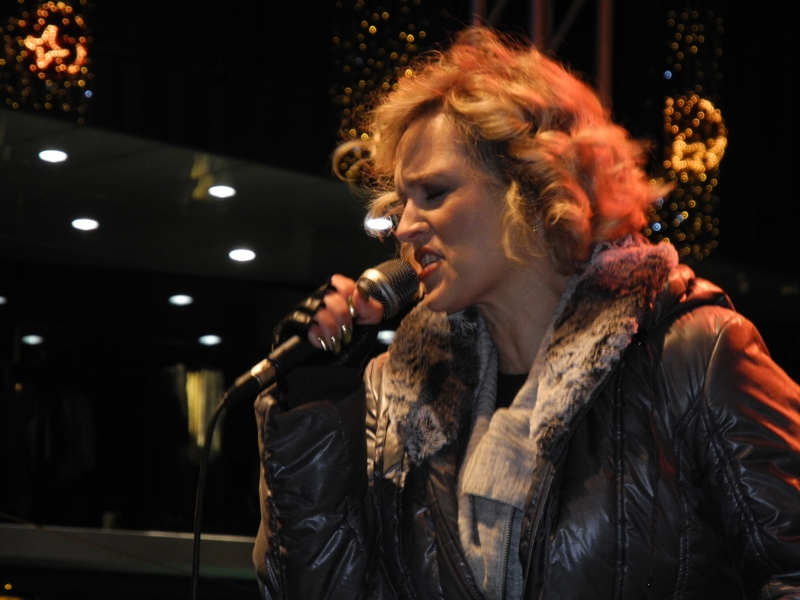
Vanna

Ivana Ranilović-Vrdoljak ( Koprivnica, Croácia, ex- Jugoslávia) (1 de março de 1970-)  é uma cantora pop croata. Também é conhecida no mundo artístico apenas como Vanna. 

## Biografia
Quando era criança, Vanna ganhou prémios em vários festivais nacionais para a juventude da ex-Jugoslávia. A sua estreia foi no Zagrebfest, um festival realizado em 1989. Naquele ano, deixou a sua terra natal para viver e estudar em Zagreb e enquanto estudava, cantava numa banda chamada BOA.
Em 1992, sua carreira profissional como cantora foi lançado. Ela se juntou a um eurodance banda chamada Electro Team e tornou-se uma estrela instantânea. Não era apenas  cantora, mas também  co-autora e escritora de música de todas as canções interpretadas por Electro Team, ela ganhou muitos prémios importantes de música croata. Os álbuns da banda todos tornou-se oficialmente de platina , embora nenhum sistema precisa da Croácia para monitorar o número de vendas de discos. A canção "Je Tek 12 sati" se tornou um hit, e era popular em outros lugares da repúblicas da ex-Jugoslávia .
Em 1997,  Vanna deixou Electro Team para iniciar uma carreira solo e gravar o seu primeiro álbum, "I sam ja" . Vanna, desde então, gravou três álbuns solo mais e ganhou vários outros prêmios.
Ela ficou em primeiro lugar na Zadarfest (realizada em Zadar ) três anos consecutivos (1999, 2000 e 2001). Seu álbum de 24 sata alcançou ouro.
Em 2000, ela ficou em segundo lugar de Dora , o croata final nacional para o Festival Eurovisão da Canção, com uma canção escrita por Bruno Kovacic e Plechinger Ivana . Ser vice-campeão, ela decidiu participar novamente em 2001 e agora ganhou com uma canção de Tonci Huljic s "Ljubavi Strune" . Pouco depois de Dora, ela deu à luz Jana. Vanna representou a Croácia no Festival Eurovisão da Canção 2001 , em Copenhaga em 12 de maio de 2001 e terminou em 10o. Ela na Eurovisão cantou em inglês "Strings of My Heart", mas lançou também uma versão em croata.
Depois da Eurovisão, Vanna lançou um álbum ao vivo chamado u Vanna Lisinkom Zadarfest e venceu novamente com nisi Vise moj . Ganhou prémios em diversos festivais e agora ela está prestes a lançar um novo álbum.
Vanna é casado com Andrija Vrdoljak (filho de Antun Vrdoljak que é um diretor de cinema Croata) tem dois filhos (um menino e uma menina) e atualmente mora em Zagreb.

## Discografia
- Electro Team (1992, com Electro Team)
- Second To None (1994, com Electro Team)
- Anno Domini 1996 (1996, com Electro Team)
- I to sam ja (1997)
- Ispod istog neba (1998)
- 24 sata (2000)
- U Lisinskom (2001)
- Hrabra kao prije (2003)
- Ledeno doba (2007)
- Sjaj (2010)